# Toxonprucha bifasciata
Toxonprucha bifasciata är en fjärilsart som beskrevs av Barnes och Mcdunnough 1912. Toxonprucha bifasciata ingår i släktet Toxonprucha och familjen nattflyn. Inga underarter finns listade i Catalogue of Life.